# 㶍渡镇
㶍渡镇，是中华人民共和国四川省达州市渠县下辖的一个乡镇级行政单位。

## 行政区划
㶍渡镇下辖以下地区：
㶍渡社区、关房村、金花村、石鼓村、米坡村、三庙村、石门村、玉林村、宝塔村、大丘村和五峰村。